# Zwierzęta gospodarskie

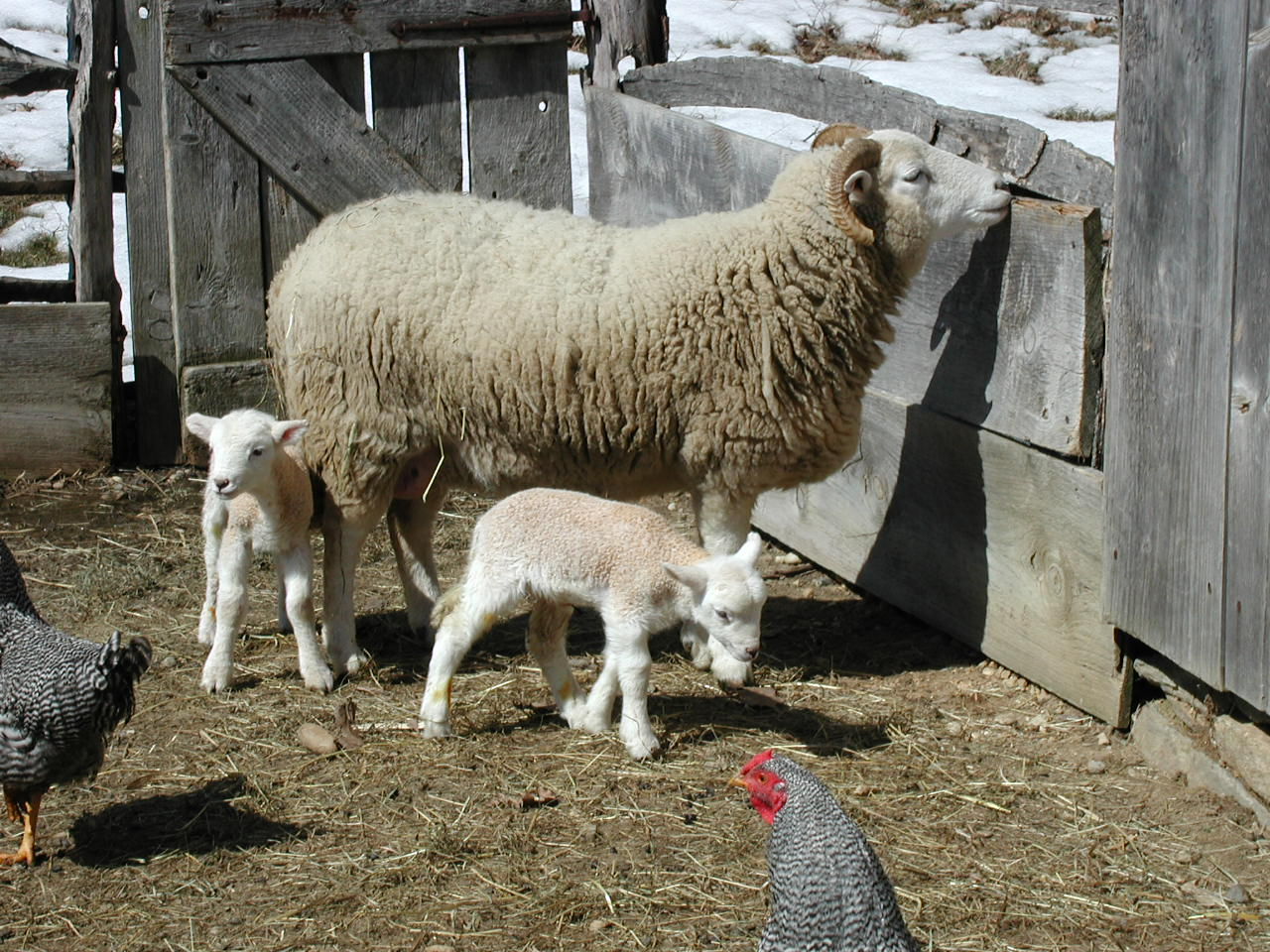
Owca domowa

Zwierzęta gospodarskie – zwierzęta chowane w gospodarstwie rolnym w celu uzyskania produkcji towarowej lub siły pociągowej. Wykorzystywane są również jako materiał reprodukcyjny.
Znajomość liczby zwierząt gospodarskich ma duże znaczenie dla polityki żywnościowej kraju, utrzymania właściwej proporcji między produkcją roślinną (pasze) a produkcją zwierzęcą, sposobu wykorzystanie użytków rolnych (łąk i pastwisk) oraz kształtowania poziomu dochodów gospodarstw rolnych.

## W Polsce
W polskim ustawodawstwie zwierzętami gospodarskimi uznawane są:
- konie i osły
- bydło domowe i bawoły
- jeleniowate z gatunków jeleń szlachetny, jeleń wschodni i daniel, utrzymywane w warunkach fermowych
- drób – kury, kaczki (kaczka domowa i kaczka piżmowa), gęsi (gęś domowa, gęś garbonosa), indyki, przepiórka japońska, perlice oraz utrzymywane w warunkach fermowych strusie
- świnie
- owce
- kozy
- króliki
- pszczoły miodne
- zwierzęta futerkowe.

### Liczba zwierząt gospodarskich w Polsce w latach 1934–1969
Według danych rocznika statystycznego GUS liczba zwierząt gospodarskich przedstawiała się następująco (w tys. sztuk): 
| Lata                           | Bydło    | w tym krowy | Trzoda chlewna | w tym maciory | Owce   | Konie  |
| ------------------------------ | -------- | ----------- | -------------- | ------------- | ------ | ------ |
| 1934–1938 w dawnych granicach  | 10 553,7 | 7237,4      | 7525,1         | –             | 3410,9 | 3916,2 |
| 1934–1938 w obecnych granicach | 9923,9   | 6294,4      | 9683,6         | –             | 1940,5 | 3148,5 |
| 1947–1949                      | 5855,2   | 3829,1      | 5306,7         | 1049,6        | 1446,2 | 2322,0 |
| 1950–1955                      | 7439,8   | 5192,7      | 9475,8         | 1479,9        | 3235,2 | 2724,4 |
| 1956–1960                      | 8375,1   | 5841,1      | 11 933,9       | 1618,3        | 3917,0 | 2709,3 |
| 1961–1965                      | 9697,2   | 5988,3      | 13 080,3       | 1537,3        | 3176,7 | 2630,9 |
| 1966–1969                      | 10 786,9 | 6150        | 14 187,9       | 1629,7        | 3263,1 | 2634,6 |

### Liczba zwierząt gospodarskich w Polsce w latach 1970–2018
Według danych roczników statystycznych GUS liczba zwierząt gospodarskich przedstawiała się następująco (w tys. sztuk):
| Lata | Bydło    | w tym krowy | Trzoda chlewna | w tym lochy | Owce   | Konie  |
| ---- | -------- | ----------- | -------------- | ----------- | ------ | ------ |
| 1970 | 10 843,5 | 6081,8      | 13 446,1       | 1504,9      | 3199,2 | 2585,2 |
| 1975 | 13 254,3 | 6145,6      | 21 310,8       | 2034,7      | 3174,5 | 2237,2 |
| 1980 | 12 648,6 | 5955,6      | 21 325,6       | 2427,0      | 4206,5 | 1779,9 |
| 1995 | 7305,6   | 3578,9      | 20 417,8       | 1875,2      | 713,2  | 635,8  |
| 2000 | 6082,6   | 3097,5      | 17 122         | 1577,4      | 361,6  | 549,7  |
| 2005 | 5483,3   | 2795,0      | 18 112,4       | 1813,2      | 316,0  | 312,1  |
| 2010 | 5742,1   | 2645,9      | 15 244,4       | 1423,5      | 261,1  | –      |
| 2015 | 5960,7   | 2444,5      | 11 639,8       | 947,0       | 227,6  | –      |
| 2018 | 6201,4   | 2429,2      | 11 827,5       | 870,8       | 276,7  | –      |

### Pogłowie
Liczbę zwierząt gospodarkich niekiedy podaje się też w pogłowiu. Pogłowie jest to wielkość informująca o obsadzie zwierząt gospodarskich w przeliczeniu na 100 ha użytków rolnych. Znajomość pogłowia pozwala na określenie rozmiaru produkcji zwierzęcej, śledzenia zmian ilościowych zwierząt w czasie i przestrzeni oraz programowanie i planowanie zaopatrzenia ludności w produkty zwierzęce.

#### Sposoby ustalania pogłowia zwierząt gospodarskich
Według GUS teoretycznie przeliczone sztuki efektywne (fizyczne) zwierząt gospodarskich przy zastosowaniu odpowiednich współczynników umożliwiają grupowanie zwierząt bez względu na gatunek, rodzaj, wiek, kondycję i typ użytkowy.
Współczynniki przeliczeniowe na sztuki duże (SD) stosowane są głównie przy ekonomicznej ocenie ilości inwentarza żywego na jednostkę powierzchni. Za podstawę do przeliczenia na sztuki duże przyjmuje się masę ciała 1 krowy, tj. 500 kg. W statystyce stosuje się zwykle sumaryczne współczynniki przeliczeniowe wyrażone jedną liczbą dla całego statystycznego pogłowia poszczególnych gatunków, tj. bez zróżnicowania według wieku i płci zwierząt. Współczynniki te wynoszą odpowiednio: dla bydła – 0,80; dla trzody chlewnej – 0,15; dla owiec – 0,08; dla koni – 1,00.

#### Pogłowie zwierząt gospodarskich w latach 1934–1980
Według danych roczników statystycznych GUS pogłowie zwierząt gospodarskich przedstawiało się następująco (w szt. na 100 ha użytków rolnych):
| Lata                           | Bydło | w tym krowy | Trzoda chlewna | Owce | Konie |
| ------------------------------ | ----- | ----------- | -------------- | ---- | ----- |
| 1934–1938 w dawnych granicach  | 41,2  | 28,3        | 29,4           | 13,1 | 15,3  |
| 1934–1938 w obecnych granicach | 47,6  | 30,2        | 46,4           | 9,3  | 15,1  |
| 1947–1949                      | 28,6  | 18,7        | 26             | 7,1  | 11,4  |
| 1950–1955                      | 36,4  | 25,4        | 46,4           | 15,8 | 13,3  |
| 1956–1960                      | 41,0  | 28,6        | 58,5           | 19,2 | 13,3  |
| 1961–1965                      | 48,2  | 29,8        | 65,1           | 15,8 | 13,1  |
| 1966–1969                      | 55,1  | 31,4        | 72,4           | 16,7 | 13,4  |
| 1970                           | 55,5  | 31,1        | 68,8           | 16,4 | 13,2  |
| 1975                           | 69,0  | 32,0        | 110,9          | 16,5 | 11,6  |
| 1980                           | 66,8  | 31,4        | 112,6          | 22,2 | 9,4   |

#### Pogłowie zwierząt gospodarskich w latach 1995–2018
Według danych roczników statystycznych GUS pogłowie zwierząt gospodarskich przedstawiało się następująco (w szt. na 100 ha użytków rolnych):
| Lata | Bydło | w tym krowy | Trzoda chlewna | w tym lochy | Owce | Konie |
| ---- | ----- | ----------- | -------------- | ----------- | ---- | ----- |
| 1995 | 41,0  | 20,0        | 114,0          | 10,0        | 4,0  | 3,5   |
| 2000 | 34,0  | 17,0        | 96,0           | 8,9         | 2,0  | 3,1   |
| 2005 | 35,0  | 18,0        | 114,0          | 11,0        | 2,0  | 2,0   |
| 2010 | 39,0  | 18,0        | 103,0          | 9,6         | 1,8  | 1,7   |
| 2015 | 41,0  | 17,0        | 80,0           | 6,5         | 1,6  | 1,4   |
| 2018 | 42,0  | 17,0        | 81,0           | 5,9         | 1,9  | 1,3   |